# Mainzer Römerschiffe

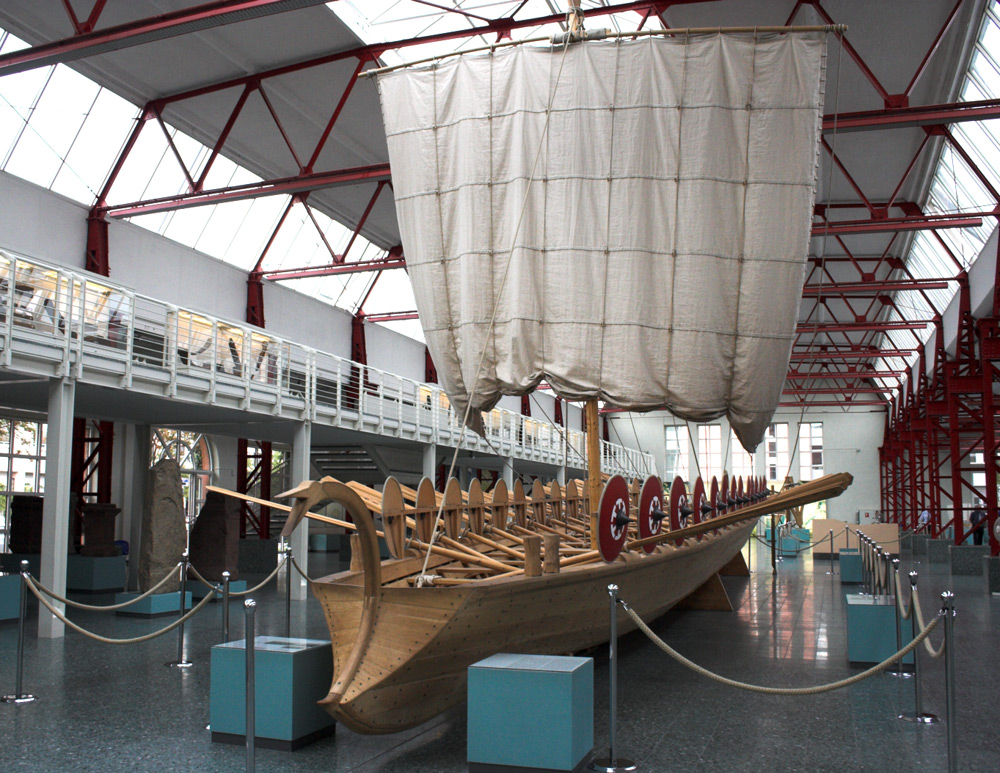
Rekonstruktion eines Navis lusoria im Museum für Antike Schifffahrt, Mainz

1981/82 wurden in Mainz bei Bauarbeiten in Rheinnähe die guterhaltenen Überreste mehrerer Schiffe aus spätrömischer Zeit gefunden, die sogenannten Mainzer Römerschiffe. Es handelte sich um zwei unterschiedliche Kriegsschifftypen der spätrömischen Rheinflotte sowie um weitere Schiffsarten.
Dank der besonderen Bedeutung dieser Funde wurden zwei der fünf gefundenen Schiffe im Museum für Antike Schifffahrt rekonstruiert und sind seitdem dort – zusammen mit den Originalfunden – ausgestellt.

## Geschichtlicher Hintergrund
Archäologische Funde lassen darauf schließen, dass bereits unmittelbar nach der Gründung des Legionslagers auf dem Kästrich 13/12 v. Chr. in Mogontiacum auch ein Teil der Rheinflotte stationiert war. Auch die Rheinschifffahrt als wichtiger Faktor des deutlich zunehmenden Fern- und Binnen-Handels dürfte sich schnell etabliert haben, wie der Grabstein des Blussus aus dem Jahre (ca.) 50 zeigt. Unter Kaiser Julian wurde im Zuge der Verteidigungsanstrengungen in der 2. Hälfte des 4. Jahrhunderts entlang der Rheingrenze auch in Mogontiacum die Rheinflotte nochmals aufgewertet. Nach dem Überfall auf die Stadt in der Neujahrsnacht 407 durch Vandalen, Sueben und Alanen hörte die Rheinflotte faktisch auf zu bestehen. Die nicht mehr verwendeten Schiffe verrotteten danach im seichten Wasser am Rheinufer und wurden später mit Ablagerungen bedeckt.
Römische Hafen- und Kaianlagen in Stein- oder Holzbauweise konnten am so genannten Dimesser Ort, dem heutigen Zoll- und Binnenhafen, sowie im Bereich des heutigen Brandes und noch weiter rheinaufwärts (Kappelhof, Dagobertstraße) nachgewiesen werden. In Höhe des heutigen Brandes befand sich in der 2. Hälfte des 4. Jahrhunderts ein Kriegshafen der Rheinflotte. Mit den germanischen Einfällen zu Beginn des 5. Jahrhunderts wurden die dort stationierten Schiffe aber nicht mehr verwendet und verrotteten am damaligen Rheinufer.

## Wiederentdeckung
1981/82 wurden in Mainz bei Bauarbeiten in der Nähe des Brandes und somit bei dem am Rheinufer gelegenen römischen Kriegshafen die Überreste von mehreren Schiffen aus spätrömischer Zeit gefunden. Es handelt sich insgesamt um fünf militärisch genutzte Schiffe aus dem späten 4. Jahrhundert n. Chr. Weitere Überreste anderer Schiffe wurden ebenfalls gefunden, u. a. eines Lastkahnes für den Gütertransport (Navis actuaria). Bei den Militärschiffen, von denen zwei verschiedene Typen unterschieden werden konnten, handelte es sich einerseits um schmale schnelle Ruderboote mit je einer Ruderreihe auf jeder Seite (Navis lusoria). Bei Bedarf konnten diese auch gesegelt werden. Der zweite Typ war etwas gedrungener und dürfte ein Patrouillenboot zur Kontrolle der Rheingrenze gewesen sein.

## Weitere Funde in der Holzstraße/Kappelhofgasse
Im April 1982 wurden bei den Umbauarbeiten des Hofs zum Homberg zum Kolpinghaus Mainz die Überreste zweier Lastkähne aus dem 1. Jahrhundert nach Christus gefunden. Sie waren ursprünglich jeweils 20 m lang, 3,70 m breit und hatten innen eine Bordwandhöhe von 90 cm, sogenannte Plattschiffe, die als Binnenschiffe zum Schwerlastverkehr eingesetzt wurden. Sie befinden sich jetzt ebenfalls im Museum für Antike Schifffahrt. Der Name des Restaurants Zum Römerschiff im Erdgeschoss des Kolpinghauses in der Holzstraße erinnert an diesen Fund.

## Restaurierung und Ausstellung
Die Funde der Römerschiffe 1981/82 in Mainz erzeugten aufgrund der großen Bedeutung ein beachtliches internationales Echo. Es war somit schnell klar, dass die Funde konserviert, erforscht und in angemessenem Rahmen präsentiert werden mussten. So kam bei dem Römisch-Germanischen Zentralmuseum ein eigener Forschungsbereich „Antike Schifffahrt“ hinzu und 1994 konnte in der ehemaligen Großmarkthalle am Südbahnhof als Außenstelle des Römisch-Germanischen Zentralmuseums das Museum für Antike Schifffahrt öffnen. Hier werden die Funde seitdem im Original und in Form von originalgetreuen Nachbauten im Format 1:1 präsentiert. In diesem Zusammenhang wird in dem Museum zusätzlich über antiken Schiffbau generell, Bautechnik und römisches Flottenwesen in den germanischen Provinzen und im gesamten Imperium informiert.